# Walter Fuchs
Walter Fuchs (Berlin, 1902. augusztus 1. – Köln, 1979. március 5.; kínai neve pinjin hangsúlyjelekkel: Fú Huádé; magyar népszerű: Fu Hua-tö; hagyományos kínai: 福華德; egyszerűsített kínai: 福华德) német sinológus, tunguzista.

## Élete és munkássága
Walter Fuchs Jan Jakob Maria de Groot tanítványa volt. 1925-ben szerzett doktori fokozatot Otto Frankénál Berlinben. Die politische Geschichte des Turfangebietes bis zum Ende der Tang-Zeit című disszertációja 1927-ben jelent meg az Ostasiatischen Zeitschriftban. 1926-tól a Berlini Néprajzi Múzeum kurátora lett, majd elvállalt egy lektori állást Mukdenben. 1937-ben belépett a NSDAP-be, 1938-ban pedig Pekingbe költözött, ahol a katolikus Fuzsen Egyetemen tanított, majd 1940-től a Német Intézet munkatársa lett. 1947-ben kénytelen volt elhagyni Kínát, mivel náci párttagsága miatt Ludwigsburgba internálták. 1949-ben a Hamburgi Egyetemen kapott állást, majd 1951-ben Erich Haenischnél habilitált. Még ugyanebben az évben a Lajos–Miksa Egyetem oktatója lett. 1956-ban a Berlini Szabadegyetemen tanított, 1960-tól 1970-ig pedig a Kölni Egyetem előadója volt. Főbb szakterülete a mandzsu nyelv és irodalom volt.

## Főbb művei
- Zur technischen Organisation der Übersetzungen buddhistischer Schriften ins Chinesische. In: Asia Major. 6, 1930:84-103, online (PDF; 495 KB) Archiválva 2016. március 4-i dátummal a Wayback Machine-ben
- Zum mandjurischen Kandjur. In: Asia Major. 6, 1930, S. 388-402, online (PDF; 359 KB) Archiválva 2016. március 3-i dátummal a Wayback Machine-ben, (Nachtrag in 7, 1932, S. 484-485, online (PDF; 38 KB) Archiválva 2016. március 4-i dátummal a Wayback Machine-ben)
- Neues Material zur mandjurischen Literatur aus Pekinger Bibliotheken. In: Asia Major. 7, 1932, S. 469-482, online (PDF; 340 KB) Archiválva 2016. február 23-i dátummal a Wayback Machine-ben
- Frühmandjurische Fürstengräber bei Liao-Yang. In: Asia Major. Band 10, 1934, S. 94-123, online (PDF; 572 KB) Archiválva 2016. február 25-i dátummal a Wayback Machine-ben